# Nagy Mihály (evangélikus lelkész)
Psenyeczki Nagy Mihály (Nyíregyháza, 1795. július 17. – Tállya, 1877. szeptember 8.) evangélikus lelkész, hegyaljai főesperes.

## Élete
Nagy János és Juhász Mária szegény nemes szülők fia. Tanulását szülővárosában kezdte, Eperjesen folytatta fejezte be. Egyik tanárát (Karlovszkyt) helyettesítette is. Ezek után Miskolcon, majd Arad megyében nevelősködött; 1820-ban szülővárosába ment segédlelkésznek, 1821 novemberében pedig Miskolcra másodlelkésznek és algimnáziumi igazgató-tanárnak hivatott meg, ahol 1834-ig működött. Ekkor ipja radnóti Mayer Mátyás lelkész halála után, a tállyaiak őt választották meg papjuknak. Fő törekvése volt egyházának gyarapítása, orgonát, harangokat szerzett és 4000 forintnyi tőkét hagyott maga után. Idős korában leköszönt hivataláról, nyugalomba vonult és a telet rendesen fiánál Nagy László királyi törvényszéki birónál töltötte Kassán. 
Cikke a Vasárnapi Ujságban (1867. Kossuth születése helyéről).

## Munkája
- Keresztyén vallástan értelmes mondatok és bibliai szólásokban s énekversekben … Előadva Simon Keresztély Fridrik által, 4. kiadás után ford. I. folyamat. Pozsony, 1843. (Simkó Vilmos előszavával. II. folyamat… Luther kis katekismusával. Pozsony, 1847.).